# 德爾塔縣 (德克薩斯州)
德爾塔县（英語：Delta County）是美國德克薩斯州東北部的一個縣。面積720平方公里。根據美國2000年人口普查，共有人口5,327人。縣治庫珀（Cooper）。
成立於1870年7月29日。縣名來自其形狀，類似於希臘字母中的Δ。